# Аскиз (река)
Аски́з (хак. Асхыс) — река в России, один из главных левых притоков реки Абакан. Берёт начало в отрогах Кузнецкого нагорья на водоразделе двух крупнейших водных бассейнов — Енисейского и Обского.
Высота истока — 870 м над уровнем моря.
Длина Аскиза 124 км, площадь водосбора — 1800 км². На протяжении около 75 км река протекает по таёжной местности с густотой речной сети 5-0,7 км/км². Модуль стока в этой части реки 5-10 л/сек с одного км². В этой части русло проходит в устойчивых коренных породах, не подверженных размыву. При выходе Аскиза в степь русло меандрирует, образует широкую (до 200 м) пойму, изобилующую большим количеством протоков и островов, по своим характеристикам (уклон дна, расходы и др.) сохраняет признаки горной реки. Характерен ярко выраженный пиковый паводок. Русло здесь мелкой глубины, в период снеготаяния и обильных дождей, как правило, вода выходит из берегов, затопляя и подтопляя сельхозугодья и населённые пункты, нанося большой урон хозяйству. Практически все населённые пункты защищены дамбами обвалования.
Аскиз имеет более 10 крупных притоков: База (протяжённость русла 51 км, площадь водосбора 520 км²), Хабзас (30 км, 630 км²) и др.
На берегах Аскиза с древних времён существует орошение. В настоящее время водой из Аскиза орошается более 3 тысяч га пашни в границах Верх-Аскизской, Первомайской, Старо-Аскизской инженерной оросительных систем.